# Cymopterus megacephalus
Cymopterus megacephalus är en flockblommig växtart som beskrevs av Marcus Eugene Jones. Cymopterus megacephalus ingår i släktet Cymopterus och familjen flockblommiga växter. Inga underarter finns listade i Catalogue of Life.